# 卢瓦尔河畔莫尼斯特罗勒
卢瓦尔河畔莫尼斯特罗勒（法語：Monistrol-sur-Loire，法語發音：[mɔnistʁɔl syʁ lwaʁ]），法国东南部城市，奥弗涅-罗讷-阿尔卑斯大区上卢瓦尔省的一个市镇，隶属于伊桑若区，其市镇面积为48.25平方公里，2022年1月1日时人口数量为8,874人，是该省人口第二多的市镇，在法国城市中排名第1,158位。
卢瓦尔河畔莫尼斯特罗勒位于上卢瓦尔省东北部，卢瓦尔河右岸，是一个区域性的中心城市，法国国道N88线由此通过。

## 地名来源
“莫尼斯特罗勒”来源于拉丁语单词“Monasteriolum”，意为“小修道院”，该名称是法国南部的一个常见通名，其对应的奥克语形式为“Monistròl”。
“卢瓦尔河畔”这一后缀自1801年起成为当地官方名称的一部分。

## 历史

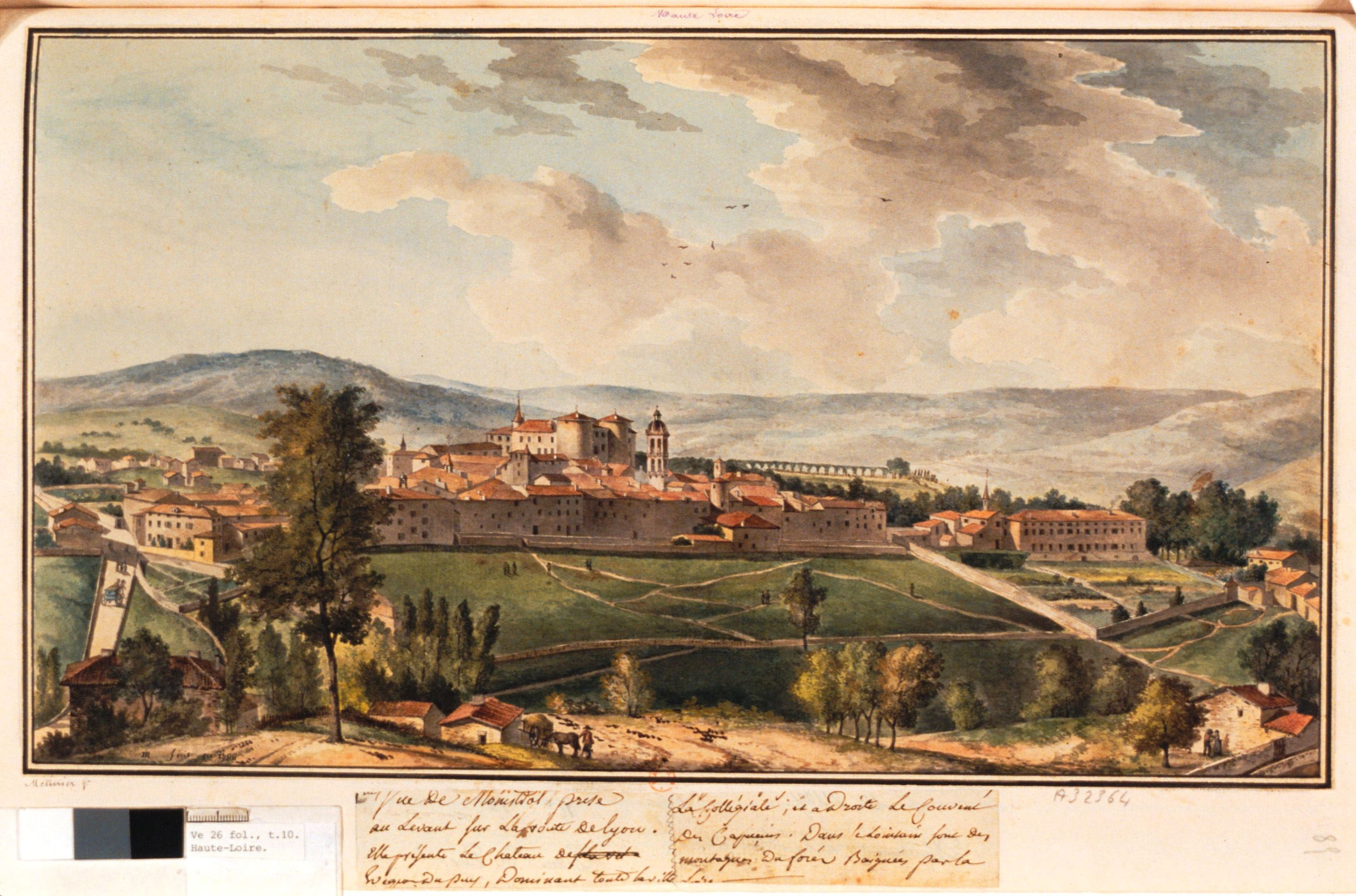
18世纪末的莫尼斯特罗勒

卢瓦尔河畔莫尼斯特罗勒始建于中世纪中期，彼时该区域为沃莱的一处领地，约公元990年，韦拉维人主教马塞兰（Marcellin）逝世后安葬于此地。1270年，莫尼斯特罗勒的领主迪迪埃（Didier）成为沃莱主教。15世纪时，沃莱主教约翰三世在莫尼斯特罗勒境内修建了主教宫城堡。1706年，莫尼斯特罗勒神学院建成。1758年，一条连接圣艾蒂安和勒皮之间的道路建成并由莫尼斯特罗勒通过，该区域成为一处重要的商业集镇，人口数量逐年增加。法国大革命后，卢瓦尔河畔莫尼斯特罗勒成为上卢瓦尔省的一个市镇，当地的主教宫城堡被收归国有并转卖给了私人。工业革命期间，卢瓦尔河畔莫尼斯特罗勒境内出现了门锁和针织花边加工作坊。二战后，卢瓦尔河畔莫尼斯特罗勒人口数量快速增加，成为上卢瓦尔省的一个区域性工商业中心。
在地方文化研究方面，1983年，当地地方史爱好者成立了“卢瓦尔河畔莫尼斯特罗勒历史学社”（Société d'histoire de Monistrol-sur-Loire）。

## 地理

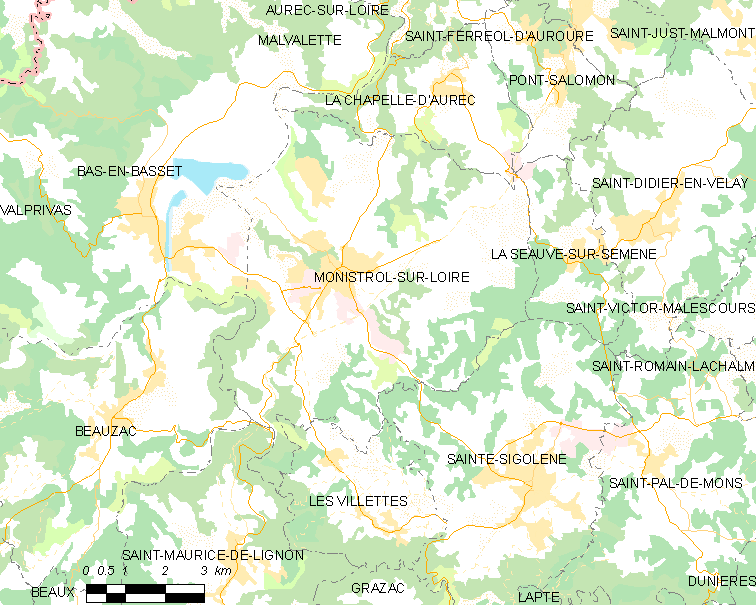
卢瓦尔河畔莫尼斯特罗勒市镇范围地图

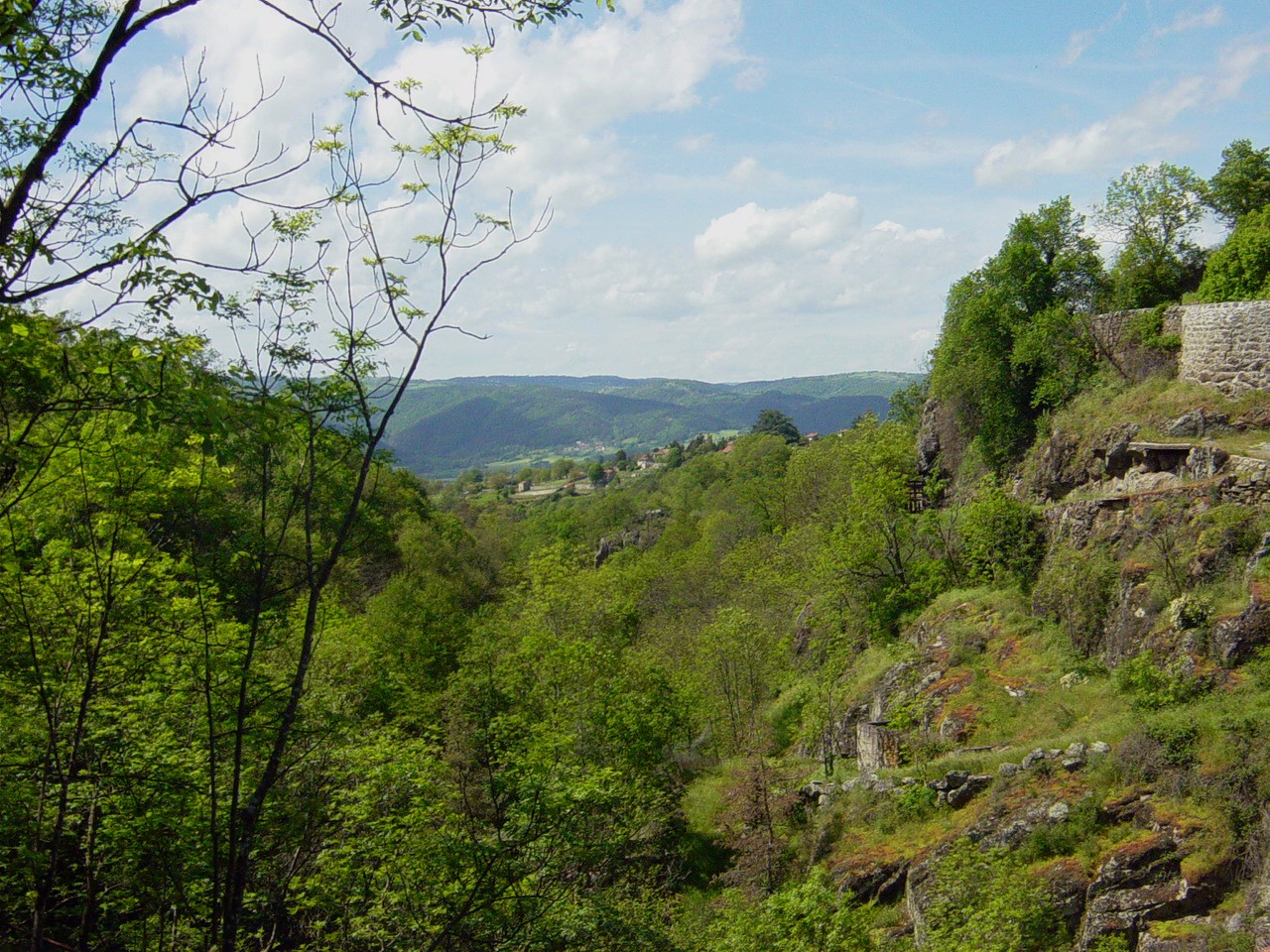
卢瓦尔河畔莫尼斯特罗勒境内的山地森林

卢瓦尔河畔莫尼斯特罗勒位于法国东南部，奥弗涅-罗讷-阿尔卑斯大区中西部偏南和上卢瓦尔省东北部，距离省会勒皮大约45公里。与卢瓦尔河畔莫尼斯特罗勒接壤的市镇包括：巴斯昂巴塞、博扎克、拉沙佩勒多雷克、蓬萨洛蒙、利尼翁河畔圣莫里斯、圣西戈莱娜、瑟梅讷河畔拉塞欧沃、莱维莱特。

### 地形
卢瓦尔河畔莫尼斯特罗勒位于法国中央高原东部腹地，境内以丘陵为主，市镇中心被河谷切割为多个板块，全境海拔在434到874米之间。

### 水文
卢瓦尔河干流自南向北流经市区西部，其右岸支流沃莱利尼翁河在卢瓦尔河畔莫尼斯特罗勒市区南部与其交汇。此外多条溪流流经卢瓦尔河畔莫尼斯特罗勒市区，包括伊韦尔努溪（ruisseau des Hivernoux）、圣马塞兰溪（ruisseau de Saint-Marcellin）、福勒捷溪（ruisseau de Foletier）等。

### 植被
卢瓦尔河畔莫尼斯特罗勒属于温带阔叶混交林区，林地广泛分布于河流附近，市政府后方建有市府市政花园（Jardin de l'Hôtel de ville）。
在鲜花城市的评比中，卢瓦尔河畔莫尼斯特罗勒被评为2星级鲜花城市。

### 气候
卢瓦尔河畔莫尼斯特罗勒在柯本气候分类法中属于带有温带海洋性气候特征的山地气候，因海拔相对较高，当地冬季常出现大规模降雪。
距离卢瓦尔河畔莫尼斯特罗勒最近的常年气象站位于巴斯昂巴塞境内，以下为该气象站的数据（其中日照数据取自勒皮机场）：
| 巴斯昂巴塞1981年－2019年 | 巴斯昂巴塞1981年－2019年 | 巴斯昂巴塞1981年－2019年 | 巴斯昂巴塞1981年－2019年 | 巴斯昂巴塞1981年－2019年 | 巴斯昂巴塞1981年－2019年 | 巴斯昂巴塞1981年－2019年 | 巴斯昂巴塞1981年－2019年 | 巴斯昂巴塞1981年－2019年 | 巴斯昂巴塞1981年－2019年 | 巴斯昂巴塞1981年－2019年 | 巴斯昂巴塞1981年－2019年 | 巴斯昂巴塞1981年－2019年 | 巴斯昂巴塞1981年－2019年 |
| 月份                     | 1月                      | 2月                      | 3月                      | 4月                      | 5月                      | 6月                      | 7月                      | 8月                      | 9月                      | 10月                     | 11月                     | 12月                     | 全年                     |
| ------------------------ | ------------------------ | ------------------------ | ------------------------ | ------------------------ | ------------------------ | ------------------------ | ------------------------ | ------------------------ | ------------------------ | ------------------------ | ------------------------ | ------------------------ | ------------------------ |
| 历史最高温 °C（°F）      | 19 (66)                  | 23 (73)                  | 28.5 (83.3)              | 30 (86)                  | 35 (95)                  | 38 (100)                 | 41.5 (106.7)             | 39.6 (103.3)             | 37 (99)                  | 30.5 (86.9)              | 24.5 (76.1)              | 20 (68)                  | 41.5 (106.7)             |
| 平均高温 °C（°F）        | 6.8 (44.2)               | 9 (48)                   | 12.8 (55.0)              | 15.5 (59.9)              | 20.2 (68.4)              | 24.3 (75.7)              | 27.4 (81.3)              | 27.1 (80.8)              | 22.5 (72.5)              | 17.5 (63.5)              | 10.8 (51.4)              | 7.2 (45.0)               | 16.8 (62.2)              |
| 日均气温 °C（°F）        | 2.2 (36.0)               | 3.5 (38.3)               | 6.5 (43.7)               | 8.9 (48.0)               | 13.4 (56.1)              | 16.9 (62.4)              | 19.4 (66.9)              | 19.1 (66.4)              | 15.3 (59.5)              | 11.5 (52.7)              | 6.1 (43.0)               | 3 (37)                   | 10.5 (50.9)              |
| 平均低温 °C（°F）        | −2.4 (27.7)              | −1.9 (28.6)              | 0.2 (32.4)               | 2.4 (36.3)               | 6.5 (43.7)               | 9.6 (49.3)               | 11.3 (52.3)              | 11.1 (52.0)              | 8 (46)                   | 5.6 (42.1)               | 1.5 (34.7)               | −1.1 (30.0)              | 4.2 (39.6)               |
| 历史最低温 °C（°F）      | −29 (−20)                | −19.5 (−3.1)             | −21.5 (−6.7)             | −9.5 (14.9)              | −3.1 (26.4)              | 0.2 (32.4)               | 2.5 (36.5)               | 0.5 (32.9)               | −1.6 (29.1)              | −9 (16)                  | −12.5 (9.5)              | −16.5 (2.3)              | −29 (−20)                |
| 平均降水量 mm（）        | 42.6 (1.68)              | 33 (1.3)                 | 40.1 (1.58)              | 64.9 (2.56)              | 90.1 (3.55)              | 69.6 (2.74)              | 63.4 (2.50)              | 64.5 (2.54)              | 76.7 (3.02)              | 77.6 (3.06)              | 62.2 (2.45)              | 48.4 (1.91)              | 733.1 (28.86)            |
| 月均日照時數             | 93.7                     | 111.1                    | 166.9                    | 163.8                    | 191                      | 221.4                    | 261.2                    | 234.6                    | 179.7                    | 126.7                    | 84                       | 75.5                     | 1,909.6                  |
| 来源：infoclimat.fr      |                          |                          |                          |                          |                          |                          |                          |                          |                          |                          |                          |                          |                          |

## 行政区划
卢瓦尔河畔莫尼斯特罗勒是法国奥弗涅-罗讷-阿尔卑斯大区上卢瓦尔省的一个市镇，编号为43137。卢瓦尔河畔莫尼斯特罗勒隶属于伊桑若区和上卢瓦尔省第一选区，管理卢瓦尔河畔莫尼斯特罗勒县，同时也是沃莱-罗什巴龙市镇公共社区的办公驻地。
法国国家统计与经济研究所（简称）在进行数据统计时，将卢瓦尔河畔莫尼斯特罗勒及相邻的巴斯昂巴塞市镇设为卢瓦尔河畔莫尼斯特罗勒城市核心区。自2020年起，卢瓦尔河畔莫尼斯特罗勒被划入包含105个市镇的圣艾蒂安城市辐射区内。此外，还将卢瓦尔河畔莫尼斯特罗勒市镇分为了2个“块区”（IRIS），以便于统计人口分布情况。

## 交通

### 公路
法国国道N88线（高等级公路）经过境内并设有多个出入口，上卢瓦尔省省道D12线、D44线和D47线在卢瓦尔河畔莫尼斯特罗勒境内交汇。奥弗涅-罗讷-阿尔卑斯大区下属的城际客运提供巴士线路，可前往周边部分市镇。
| 17 | 36 |

| 10 | 35 |

| 勒皮 | 45 |

| 伊桑若 | 20 |

| 圣艾蒂安 | 31 |

| 菲尔米尼 | 17 |

| 阿诺奈 | 57 |

| 阿尔宗河畔克拉波讷 | 37 |

2018年，77.8%的卢瓦尔河畔莫尼斯特罗勒家庭拥有至少一辆私人汽车。2019年，卢瓦尔河畔莫尼斯特罗勒境内共发生各类交通事故5起，造成1人遇难，12人受伤。

### 铁路
卢瓦尔河畔莫尼斯特罗勒位于圣乔治多拉克－圣艾蒂安铁路上，巴斯-莫尼斯特罗勒站位于相邻的巴斯昂巴塞境内。该站停靠往返于圣艾蒂安和勒皮一线的区域列车。

### 航空
距离卢瓦尔河畔莫尼斯特罗勒最近的民用航空站为勒皮机场，距离卢瓦尔河畔莫尼斯特罗勒市中心的公路里程约59公里。

### 城市公共交通
自2009年起，卢瓦尔河畔莫尼斯特罗勒市政府提供当地的校车及城市公共交通系统，每周二至五开行，路网覆盖了卢瓦尔河畔莫尼斯特罗勒市区内的主要街道和居民区。

## 政治

### 市政内阁
卢瓦尔河畔莫尼斯特罗勒的现任市长为让-保罗·利奥内先生（Jean-Paul Lyonnet），他是一名右翼无党派人士，在2020年的市政选举中获得了57.85%的支持率。
| 卢瓦尔河畔莫尼斯特罗勒历届市长 | 卢瓦尔河畔莫尼斯特罗勒历届市长     | 卢瓦尔河畔莫尼斯特罗勒历届市长   |
| 任期                           | 市长                               | 党派                             |
| ------------------------------ | ---------------------------------- | -------------------------------- |
| 1944年－1946年                 | Camille Pernel 卡米耶·佩内尔       | 不详                             |
| 1946年－1959年                 | Jean Guillaumond 让·吉约蒙         | DVG左翼无党派人士                |
| 1959年－1971年                 | Jean Vialatte 让·维亚拉特          | RPR保衛共和聯盟                  |
| 1971年－1983年                 | Georges Boscher 乔治·博舍尔        | DVD右翼无党派人士                |
| 1983年－1988年                 | Joannès Laval 若阿内斯·拉瓦尔      | RPR保衛共和聯盟                  |
| 1988年－1989年                 | Yves Néron-Bancel 伊夫·内龙-邦塞尔 | DVD右翼无党派人士                |
| 1989年－2008年                 | Guy Granger 居伊·格朗热            | RPR保衛共和聯盟 →UMP人民运动联盟 |
| 2008年－2014年                 | Robert Valour 罗贝尔·瓦卢尔        | DVG左翼无党派人士 →PS社会党      |
| 2014年－                       | Jean-Paul Lyonnet 让-保罗·利奥内   | DVD右翼无党派人士                |

### 各级选举
| 卢瓦尔河畔莫尼斯特罗勒历届投票选举结果 | 卢瓦尔河畔莫尼斯特罗勒历届投票选举结果 | 卢瓦尔河畔莫尼斯特罗勒历届投票选举结果 | 卢瓦尔河畔莫尼斯特罗勒历届投票选举结果 | 卢瓦尔河畔莫尼斯特罗勒历届投票选举结果      | 卢瓦尔河畔莫尼斯特罗勒历届投票选举结果 | 卢瓦尔河畔莫尼斯特罗勒历届投票选举结果 | 卢瓦尔河畔莫尼斯特罗勒历届投票选举结果      | 卢瓦尔河畔莫尼斯特罗勒历届投票选举结果 | 卢瓦尔河畔莫尼斯特罗勒历届投票选举结果 |
| 选举项目                               | 选举范围                               | 选区单位                               | 选举结果                               | 选举结果                                    | 选举结果                               | 选举结果                               | 选举结果                                    | 选举结果                               | 参考资料                               |
| 选举项目                               | 选举范围                               | 选区单位                               | 第一轮胜出者                           | 第一轮胜出者                                | 支持率                                 | 第二轮胜出者                           | 第二轮胜出者                                | 支持率                                 | 参考资料                               |
| -------------------------------------- | -------------------------------------- | -------------------------------------- | -------------------------------------- | ------------------------------------------- | -------------------------------------- | -------------------------------------- | ------------------------------------------- | -------------------------------------- | -------------------------------------- |
| 2017年法國總統選舉                     | 法國                                   | 市镇                                   |                                        | 玛丽娜·勒庞                                 | 25.28%                                 |                                        | 埃马纽埃尔·马克龙                           | 61.49%                                 | [ 21 ]                                 |
| 2017年法国立法选举                     | 上卢瓦尔省第一选区                     | 市镇                                   |                                        | 伊莎贝尔·瓦朗坦                             | 37.15%                                 |                                        | 伊莎贝尔·瓦朗坦                             | 58.15%                                 | [ 21 ]                                 |
| 2019年欧洲议会选举                     | 法國                                   | 市镇                                   |                                        | 行使权力党                                  | 24.26%                                 | （不适用）                             | （不适用）                                  | （不适用）                             | [ 21 ]                                 |
| 2021年法国省级选举                     | 上盧瓦爾省                             | 县                                     |                                        | 让-保罗·奥拉尼耶 克丽斯泰勒·米歇尔-德莱亚热 | 70.7%                                  |                                        | 让-保罗·奥拉尼耶 克丽斯泰勒·米歇尔-德莱亚热 | 72.06%                                 | [ 22 ]                                 |
| 2021年法国省级选举                     | 上盧瓦爾省                             | 市镇                                   |                                        | 让-保罗·奥拉尼耶 克丽斯泰勒·米歇尔-德莱亚热 | 66.77%                                 |                                        | 让-保罗·奥拉尼耶 克丽斯泰勒·米歇尔-德莱亚热 | 69.27%                                 | [ 22 ]                                 |
| 2021年法国大区选举                     |                                        | 市镇                                   |                                        | 洛朗·沃基耶                                 | 64.89%                                 |                                        | 洛朗·沃基耶                                 | 70.71%                                 | [ 23 ]                                 |

## 人口
2018年，卢瓦尔河畔莫尼斯特罗勒市镇人口数量为8,854，在法国排名第1,158位。其中男性4,314人，女性4,540人，75岁及以上人口占7.0%，外籍人口数量为1,636人，人口密度为184人/平方公里，当地居民被称为（男性）或（女性）。2019年，卢瓦尔河畔莫尼斯特罗勒境内出生82人，死亡人口71人。
| 年份   | 1936  | 1946  | 1954  | 1962  | 1968  | 1975  | 1982  | 1990  | 1999  | 2006  | 2007  | 2012  | 2017  | 2019  |
| ------ | ----- | ----- | ----- | ----- | ----- | ----- | ----- | ----- | ----- | ----- | ----- | ----- | ----- | ----- |
| 人口數 | 4,116 | 3,829 | 4,063 | 4,020 | 4,265 | 4,607 | 5,143 | 6,180 | 7,451 | 8,444 | 8,582 | 8,789 | 8,718 | 8,875 |

## 经济
卢瓦尔河畔莫尼斯特罗勒是一个区域性的中心城市。截止2022年1月，卢瓦尔河畔莫尼斯特罗勒市镇范围内共有各类用人单位（包含自雇）1,445家，平均历史为16年，其中99.77%为中小型企业（PME）。（大型零售）、（电子信息设备销售）及（零售）是当地2020年营业额最高的三个企业，分别为40,023,367欧元、16,683,788欧元和8,307,883欧元。

## 财政与居民收入
2020年，卢瓦尔河畔莫尼斯特罗勒的财政收入总额为9,756,790欧元，财政支出总额为7,598,190欧元，当年的债务总额为8,613,620欧元。2021年，卢瓦尔河畔莫尼斯特罗勒共获得1,576,617欧元的国家财政补助，比上一年增加了2.82%。
2019年，卢瓦尔河畔莫尼斯特罗勒的人均月收入总额为2,264欧元，其中高级职员为3,878欧元，低于法国平均水平（4,230欧元）；中级职员为2,362欧元，低于法国平均水平（2,411欧元）；普通职员为1,732欧元，亦低于法国平均水平（1,740欧元）。
2018年，卢瓦尔河畔莫尼斯特罗勒境内的青壮年（15至64岁）失业率为9.5%，当地53.1%的家庭拥有纳税资格，平均纳税3,003欧元，低于法国平均水平（3,910欧元）。

## 社会事务

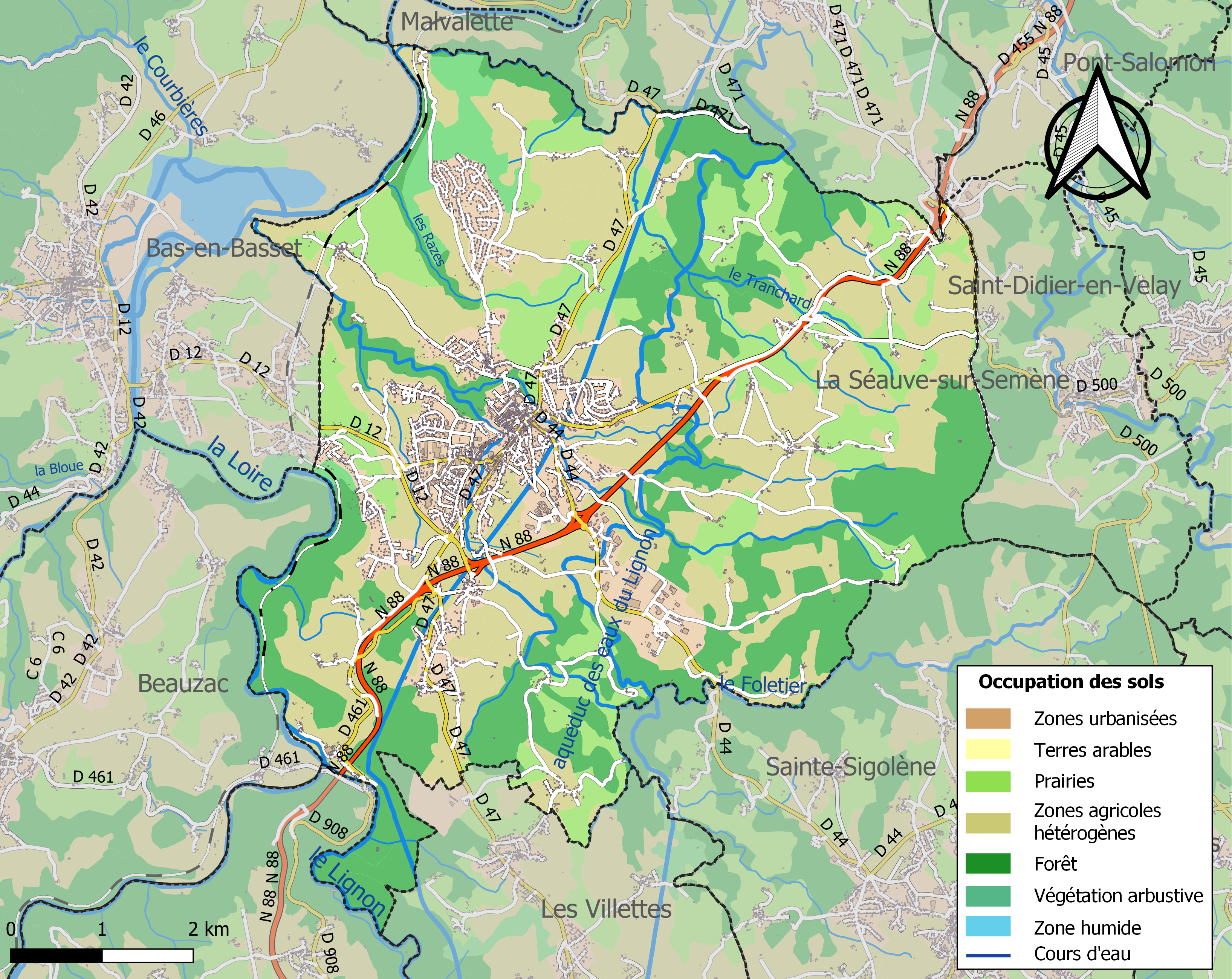
卢瓦尔河畔莫尼斯特罗勒土地利用情况地图

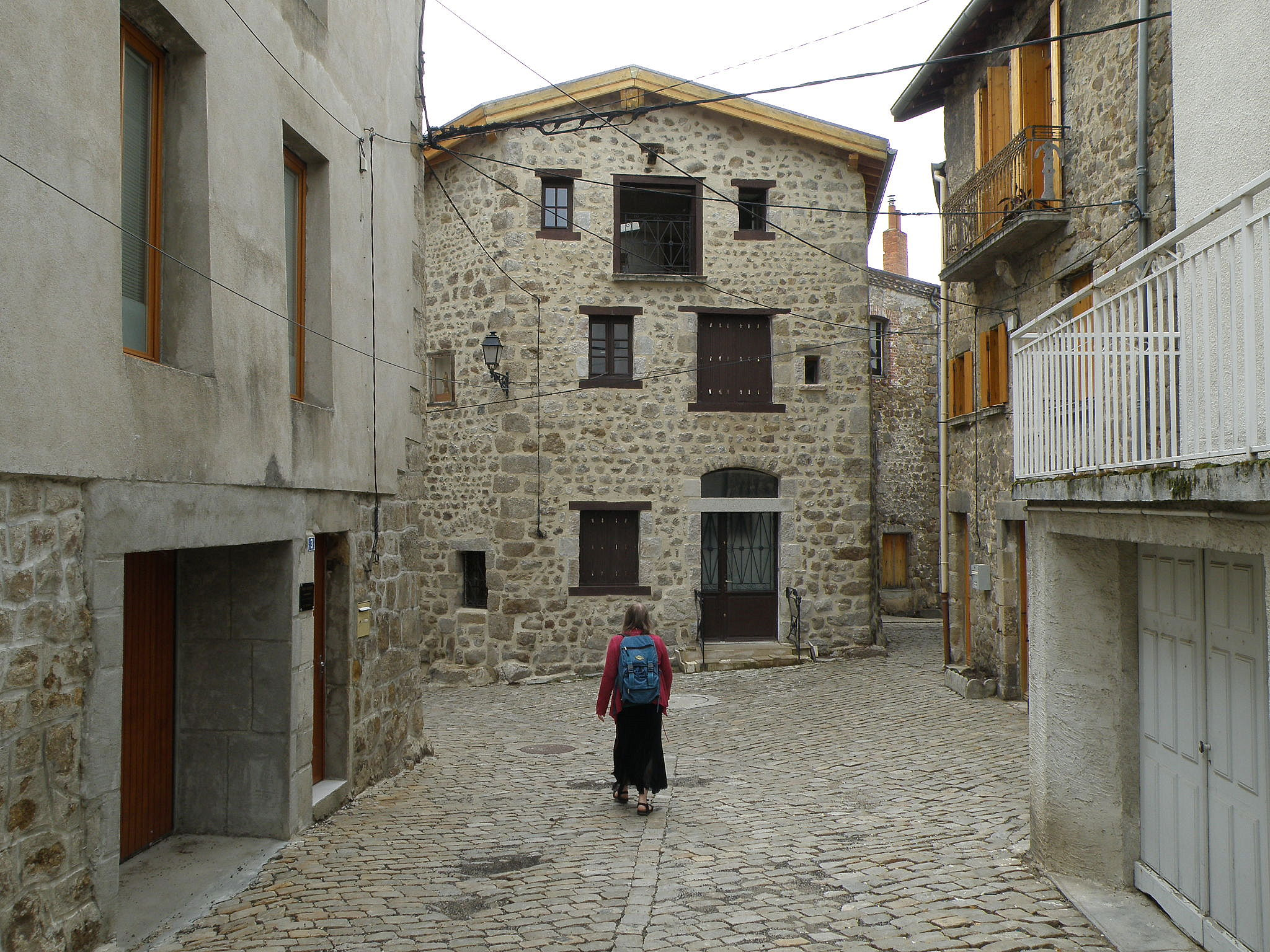
卢瓦尔河畔莫尼斯特罗勒镇中心的历史建筑

### 教育
卢瓦尔河畔莫尼斯特罗勒属于克莱蒙费朗学区。截止2020年1月1日，卢瓦尔河畔莫尼斯特罗勒境内共有3所小学、2所初级中学、3所普通高中和1所职业高中。2018至2019学年度，卢瓦尔河畔莫尼斯特罗勒境内共有在校中等教育阶段学生2,885名。

### 医疗
截止2020年1月1日，卢瓦尔河畔莫尼斯特罗勒境内共有全科医生10名、保健师19名、牙医10名、护士12名和助产士2名。境内共有药房3家、养老院1家、残疾人帮扶中心2家。
距离卢瓦尔河畔莫尼斯特罗勒最近的区域性医疗机构为伊桑若中心医院（Centre Hospitalier d'Yssingeaux），其主病区位于伊桑若市区，距离卢瓦尔河畔莫尼斯特罗勒市区的正常车程约16分钟，该院设有床位260个，是当地规模最大的公立综合性医院。

### 住房
2018年，卢瓦尔河畔莫尼斯特罗勒境内共有各类住房4,321套，其中71%为独立式居民区，28.7%为集中式居民区。常住房屋占卢瓦尔河畔莫尼斯特罗勒市镇范围内居民建筑总量的85.9%。
在住房保障政策方面，2020年，卢瓦尔河畔莫尼斯特罗勒境内共有642户家庭获得了住房经济补助，受益人数占总人口数量的7.3%，其中591份为房租补助。

### 商业
2019年，卢瓦尔河畔莫尼斯特罗勒境内共有各类实体商铺281家，其中餐厅35家、大型超市6家、杂货店2家、面包房6家、肉铺6家、书店6家、装饰品店1家、银行门店10家、美容美发店17家、汽车维修店23家。市区西南部建有开放式的商业街区，有Intermarché、Intersport、奥乐齐等购物商场。

### 体育
2020年，卢瓦尔河畔莫尼斯特罗勒境内共有1家游泳池、3间体育馆、2座综合体育场、4处网球场、3处足球或橄榄球场以及3处篮球或排球场。
截至2022年1月，莫尼斯特罗勒体育联盟（US Monistrol，编号504294）是当地唯一的注册足球俱乐部，其主队2021至2022赛季参加奥弗涅-罗讷-阿尔卑斯大区足球联赛（法国第七级别），该队主场勒蒙泰伊体育中心（Complexe Sportif du Monteil）位于市区西部。

### 环境
卢瓦尔河畔莫尼斯特罗勒的环境事务由其所属的沃莱-罗什巴龙市镇公共社区负责。2019年，卢瓦尔河畔莫尼斯特罗勒境内暂无污染企业。

### 治安
2019年，卢瓦尔河畔莫尼斯特罗勒市镇范围内有1处宪兵队。
卢瓦尔河畔莫尼斯特罗勒所在地是伊桑若警区的管辖范围。2020年，该警区辖区内共44个市镇累计发生各类案件2,225起，其中盗窃类案件874起，经济类案件409起，毒品交易类案件256起。

## 文化
2020年，卢瓦尔河畔莫尼斯特罗勒境内有1家电影院。卢瓦尔河畔莫尼斯特罗勒市政府提供多媒体中心，每周二至六向公众开放。

### 建筑
卢瓦尔河畔莫尼斯特罗勒境内有多处历史建筑，其中法国国家文物保护单位包括勒皮主教城堡、圣马塞兰教堂等，高110米的利尼翁高架桥于1994年建成通车，是当地的地标性建筑物。

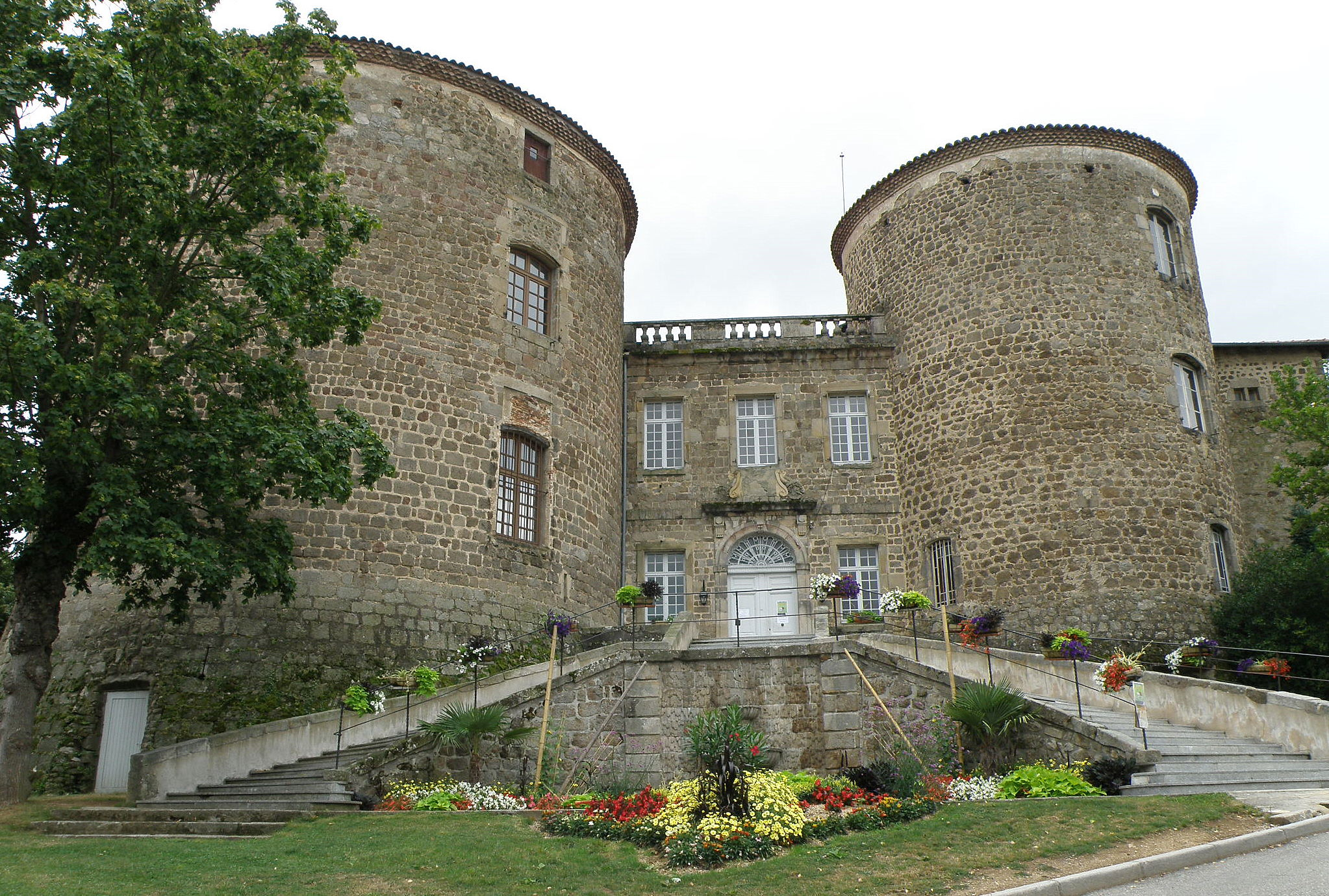
勒皮主教城堡（法语：Château des Évêques-du-Puy）
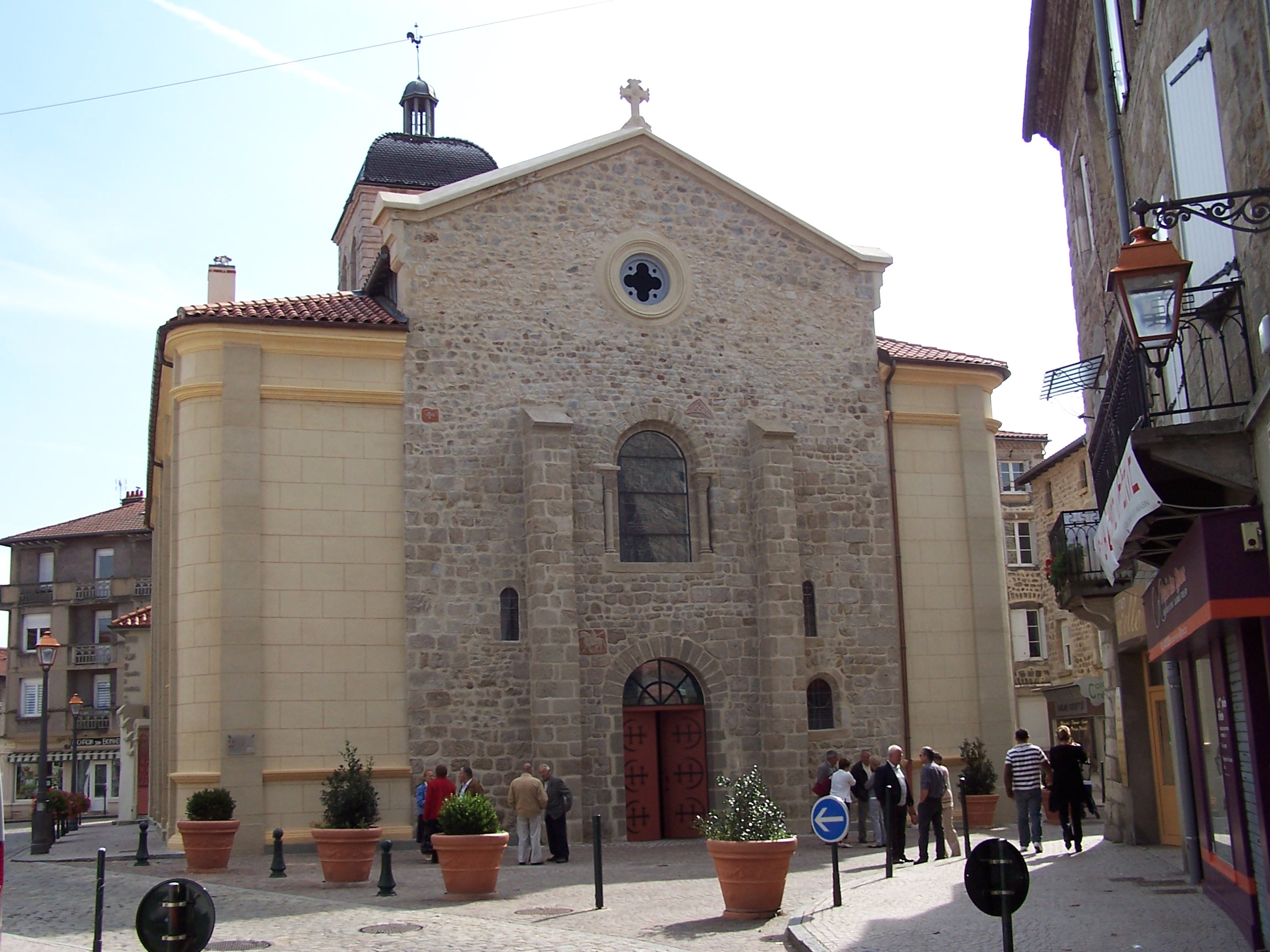
圣马塞兰教堂（法语：Église Saint-Marcellin de Monistrol-sur-Loire）
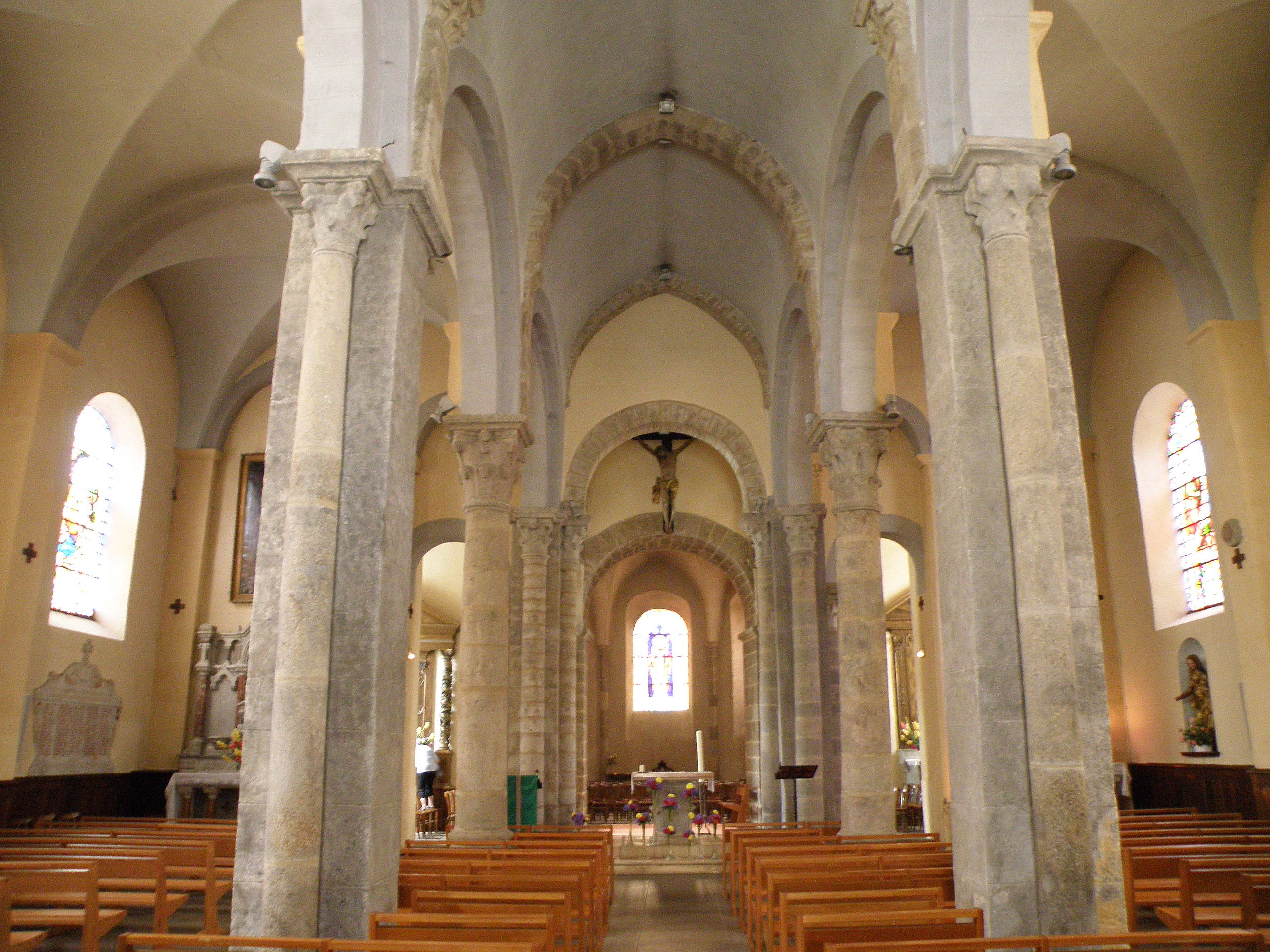
教堂大厅
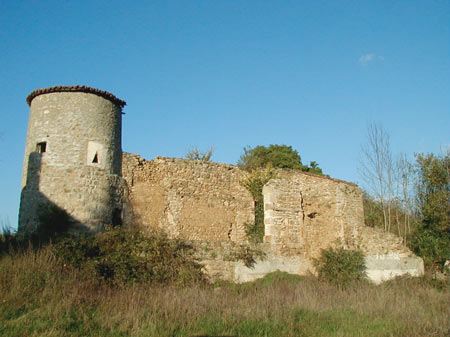
尚邦城堡
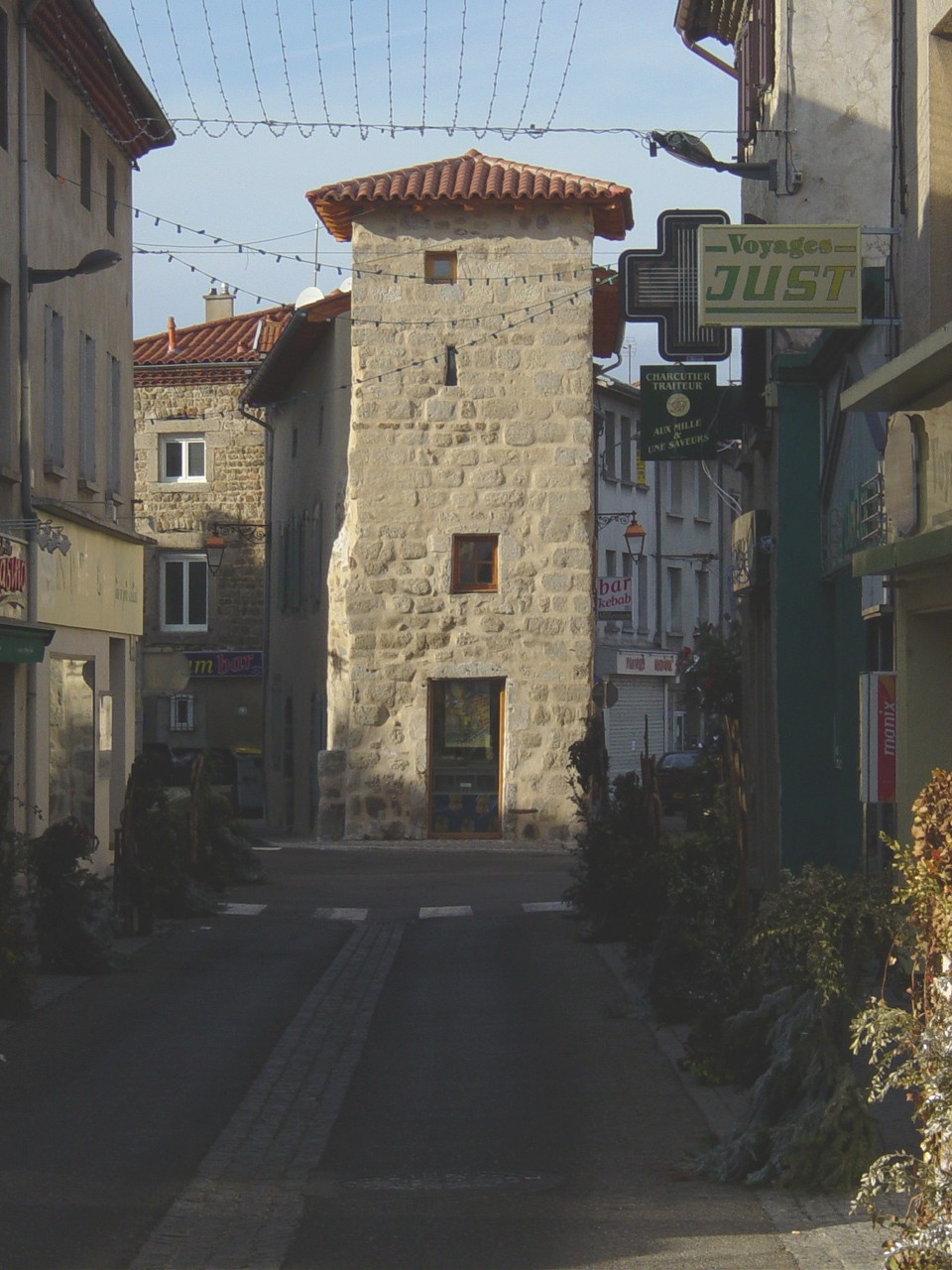
碉楼
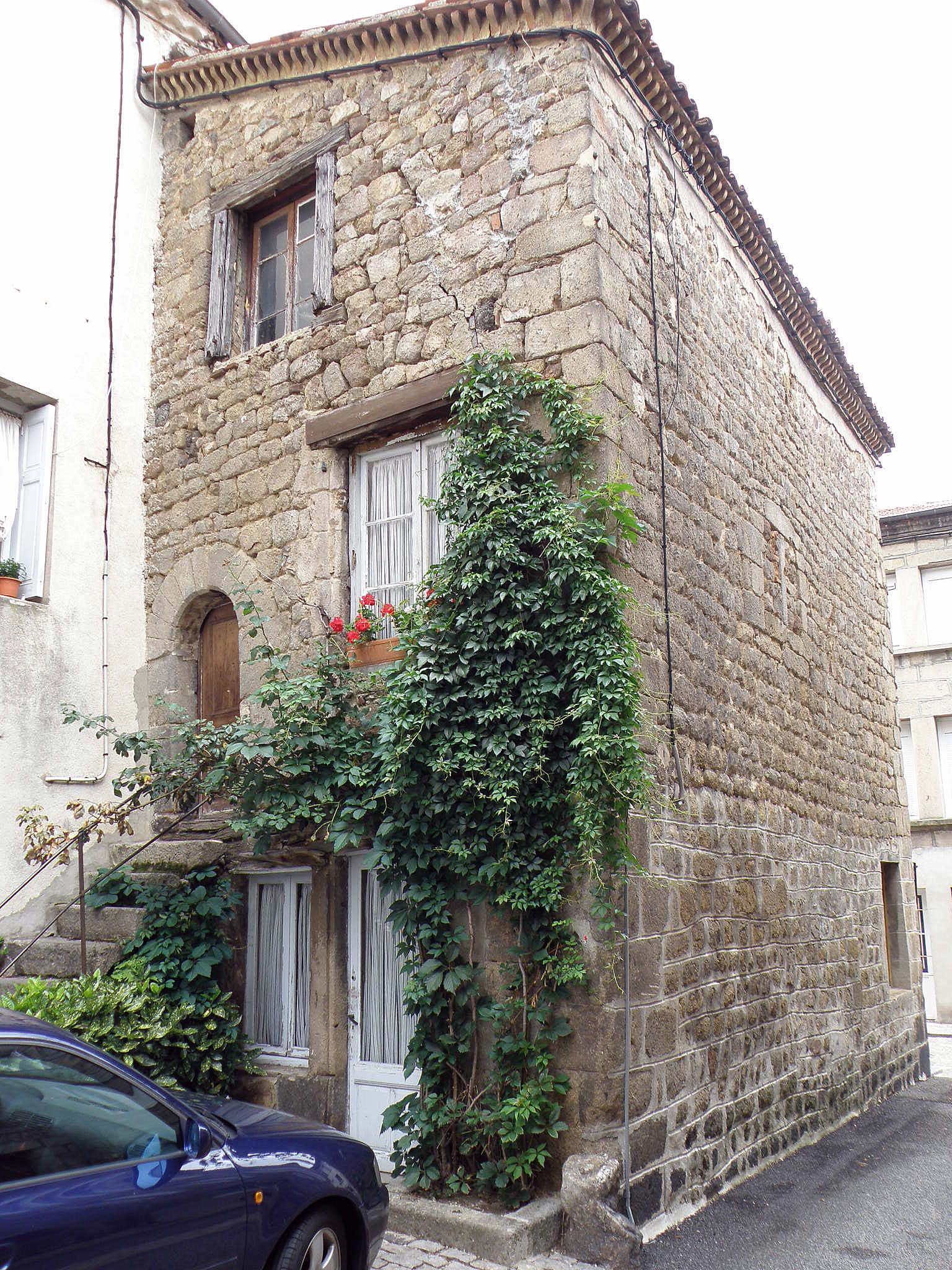
传统民居
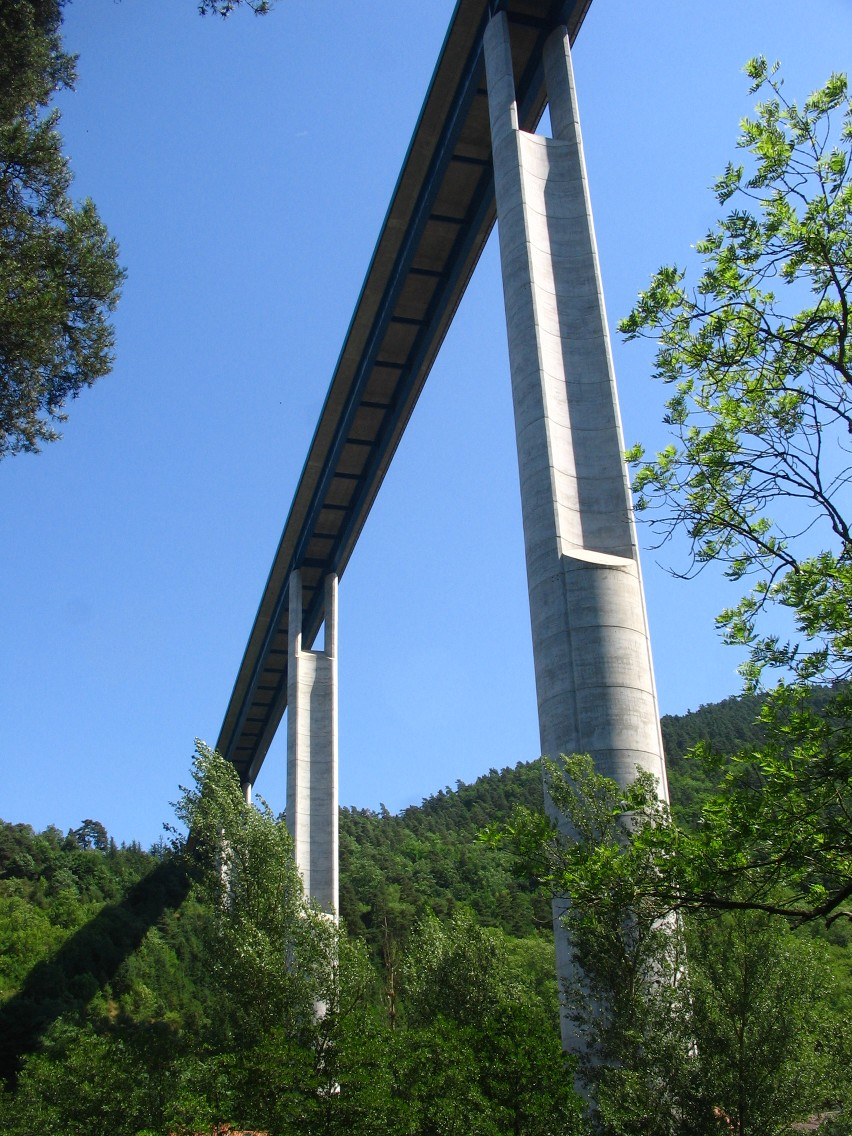
利尼翁高架桥（法语：Viaduc du Lignon）

### 旅游
卢瓦尔河畔莫尼斯特罗勒的旅游事务由其所属的沃莱-罗什巴龙市镇公共社区负责。2021年，卢瓦尔河畔莫尼斯特罗勒境内共有2家酒店共计38间房间。

### 媒体
法国主要的媒体均可在卢瓦尔河畔莫尼斯特罗勒接收，法国电视三台下属的奥弗涅-罗讷-阿尔卑斯大区频道在部分时段播出卢瓦尔河畔莫尼斯特罗勒所属区域的地方新闻。当地主要的地方性媒体包括《进步报》、《上卢瓦尔省觉醒报》、蓝色法兰西奥弗涅广播、Scoop广播等。

## 相关人物
法国足球运动员伊旺·布尔吉和喜剧演员马蒂厄·索梅出生于卢瓦尔河畔莫尼斯特罗勒。

## 友好城市
截至2022年1月，卢瓦尔河畔莫尼斯特罗勒共与一座城市互为友好城市关系：
- 西班牙 蒙特塞拉特山麓莫尼斯特罗尔